# О’Хиггинс (броненосный крейсер)
Броненосный крейсер «О’Хиггинс» — крейсер чилийского флота конца XIX века. Построен в Великобритании в единственном экземпляре. Назван в честь национального героя Чили Бернардо О’Хиггинса Рикельме (1778—1842). Послужил основой для проектирования крейсеров типа «Асама».

## Конструкция
Крейсер, как и броненосец «Капитан Прат», имел ромбическое расположение четырёх орудий главного калибра. Бортовые башни были особенно уязвимы от разрывов снарядов под ними и являлись наиболее отчётливым «родимым пятном» крейсера. Крейсер был примерно на 7 метров короче «Эсмеральды» (1896), но на 1500 т превосходил её водоизмещением и нёс более внушительную защиту: толщина пояса достигала до 180 мм, броневой палубы — до 50 мм в плоской части и 75 мм на скосах.
Количество 8" (203-мм) орудий главного калибра увеличили до четырёх, тогда как количество 6" (152-мм) уменьшили до 10-ти, шесть из них разместили в отдельных казематах под верхней палубой, что нельзя признать особенно удачным, остальные четыре 6" орудия располагались на верхней палубе по бортам в отдельных башнях в середине и корме.

## Оценка проекта
До ввода в строй дредноута «Альмиранте Латорре», вместе с броненосцем «Capitán Prat», являлся самым крупным кораблём чилийского флота.